# Neoperla pluvia
Neoperla pluvia är en bäcksländeart som beskrevs av Tohru Uchida 1990. Neoperla pluvia ingår i släktet Neoperla och familjen jättebäcksländor. Inga underarter finns listade i Catalogue of Life.